# Sint-Jan Baptistkerk (Dranouter)

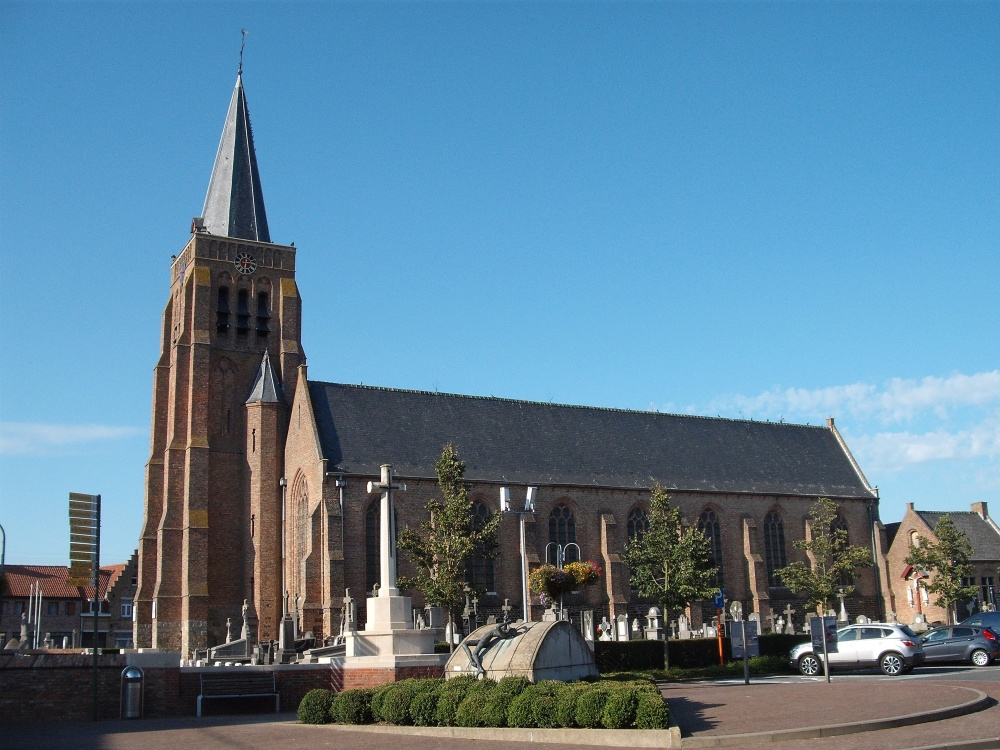
Sint-Jan Baptistkerk

De Sint-Jan Baptistkerk is de parochiekerk van het tot de West-Vlaamse gemeente Heuvelland behorende dorp Dranouter, gelegen aan het Planciusplein.

## Geschiedenis
Reeds in 1113 was Dranouter een zelfstandige parochie. Vermoedelijk was er een romaans kerkgebouw dat in de 15e eeuw vervangen is door een laatgotische basilicale hallenkerk met vieringtoren. Deze toren werd in de 16e eeuw gesloopt en vervangen door een houten torentje. De aangebouwde westtoren werd gebouwd in 1908 naar ontwerp van Jozef Viérin.
Tijdens de Eerste Wereldoorlog werd de kerk verwoest. Herbouw gebeurde in 1922-1923 naar ontwerp van Jozef Viérin, naar de vooroorlogse situatie, maar met minder gebruik van ijzerzandsteen.

## Gebouw
Het betreft een driebeukige hallenkerk met voorgebouwde westtoren, gebouwd in baksteen met een plint van ijzerzandsteen. Het hoofdkoor heeft een driezijdige sluiting en de zijkoren zijn recht afgesloten. De westtoren heeft vier geledingen en een zeskante naaldspits.

## Interieur
Het schip wordt overwelfd door een houten spitstongewelf. Het kerkmeubilair is neogotisch. Een schilderij uit 1947 door Soenen stelt de moord op drie geestelijken van 1568 voor.